# Tecumseh, Indiana
Tecumseh är en ort i Vigo County i delstaten Indiana, USA.